# چند قدم نزدیکتر
چند قدم نزدیکتر یک مجموعه تلویزیونی محصول سال ۱۳۸۷ به کارگردانی اصغر هاشمی، نویسندگی علیرضا جوانمرد و تهیه‌کنندگی اکبر تحویلیان می‌باشد که از شبکه یک پخش شد.

## خلاصه داستان
این مجموعه داستان دختری به نام سمیرا است که برای بدرقه برادرش به عمره دانشجویی به ایران بازمی‌گردد. اما هنگام رساندن او به فرودگاه تصادف می‌کند. برادر به کما می‌رود و…

## بازیگران
- پویا امینی
- امین زندگانی
- یکتا ناصر
- صبا کمالی
- مریم بوبانی
- محمد عمرانی